# Janseniusstraat
De Janseniusstraat is een straat in de Belgische stad Leuven. Ze verbindt het Pater Damiaanplein met de Kapucijnenvoer in een bochtig en licht hellend tracé, kruist het Redingenhof, het Refugehof en de Remi Vandervaerenlaan en overspant de Dijle.

## Beschrijving
De straat stond tot 1977 bekend als de Broekstraat, een naam die al in 1347 gebruikt werd en verwijst naar het veenachtige karakter dat het gebied had. Volgens sommige bronnen zou er al in 1302 van een rue du Marais, een "Broekstraat", sprake zijn. De fusie van de gemeenten Kessel-Lo, Heverlee, Wijgmaal en Wilsele met Leuven bracht mee dat Leuven meerdere Broekstraten had en de Broekstraat in het centrum van Leuven werd tot Janseniusstraat omgedoopt. De straat werd genoemd naar Cornelius Jansenius (1585-1638), rooms-katholiek bisschop, theoloog en president van het Hollands College aan het Pater Damiaanplein. De straat lag buiten de eerste stadsomwalling en werd van het stadsgebied afgesloten door de Broekstraatpoort, een stadspoort die in 1769 werd afgebroken.
Het eerste straatgedeelte, van het Pater Damiaanplein tot de brug over de Dijle, heeft een gesloten karakter, is gekasseid en wordt volledig ingenomen door het Paridaensinstituut (pare zijde, Pater Damiaanplein 9) en het Iers College (onpare zijde, Janseniusstraat 1), waarvan de oudste vleugel schuin op de straat is ingeplant en door een ommuurde voortuin wordt voorafgegaan. Het luchtbombardement van 1944 vernietigde een groot deel van de gebouwen in het tweede straatgedeelte, vanaf de brug over de Dijle tot de Kapucijnenvoer, waardoor een open ruimte ontstond die in de jaren 1950 en 1960 met vrijstaande appartementsgebouwen en rijwoningen werd bebouwd. In de straat bevinden zich enkele studentenresidenties, waaronder Regina Mundi (Janseniusstraat 38).

## Gebouwen
Enkele opvallende gebouwen in de Janseniusstraat zijn:
- Paridaensinstituut (Pater Damiaanplein 9)
- Iers College (nr. 1)
- Goed Groenendael (nr. 4-6)

## Afbeeldingen

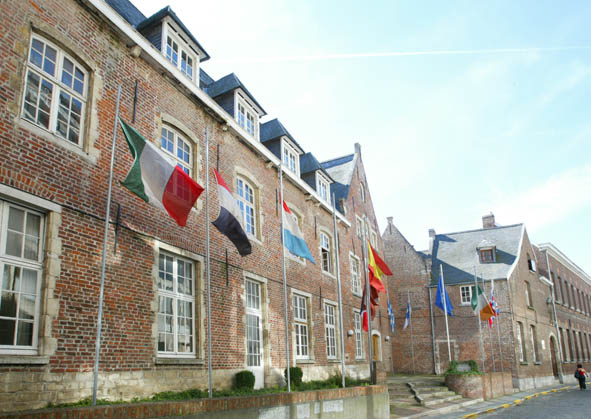
Iers College
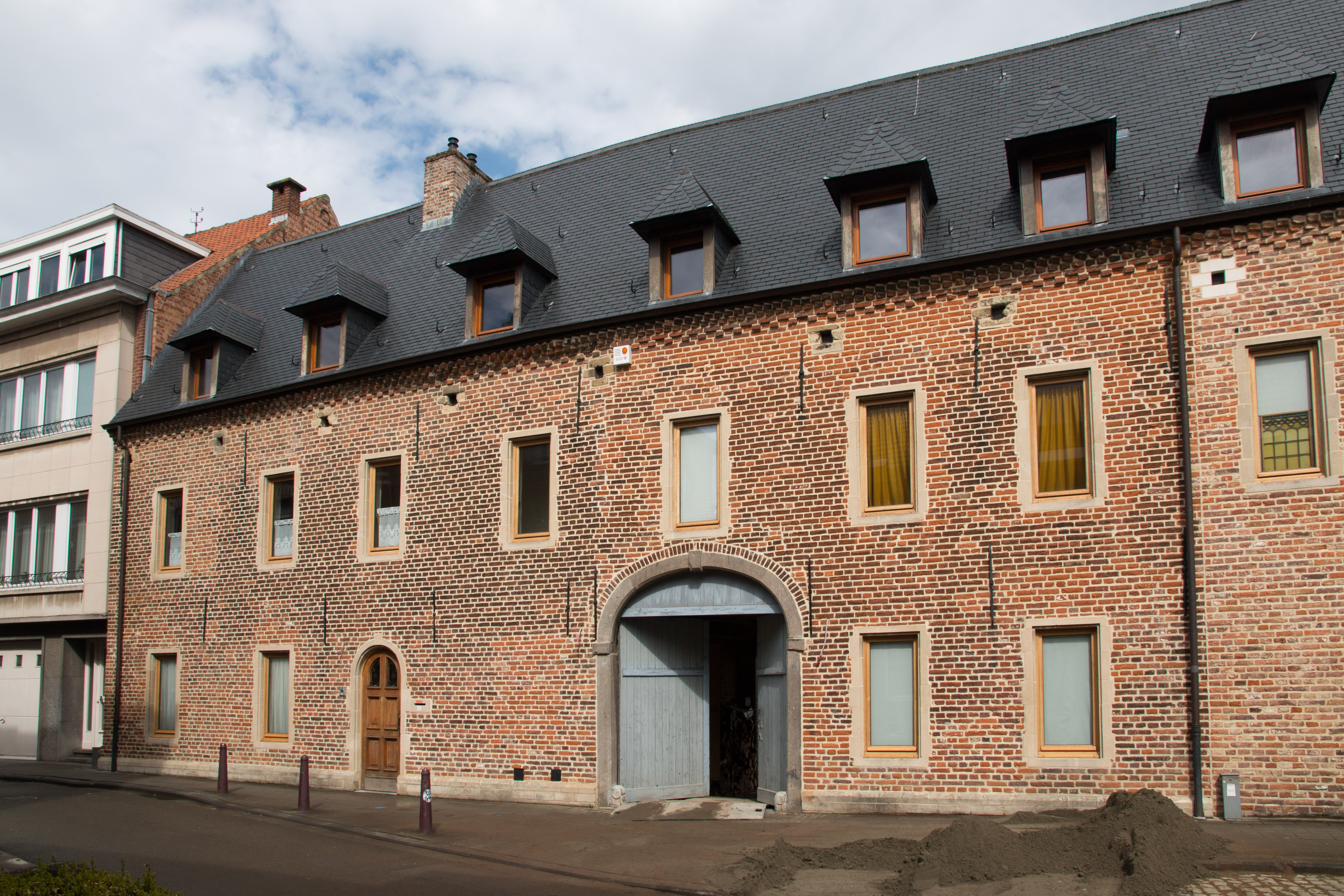
Goed Groenendael
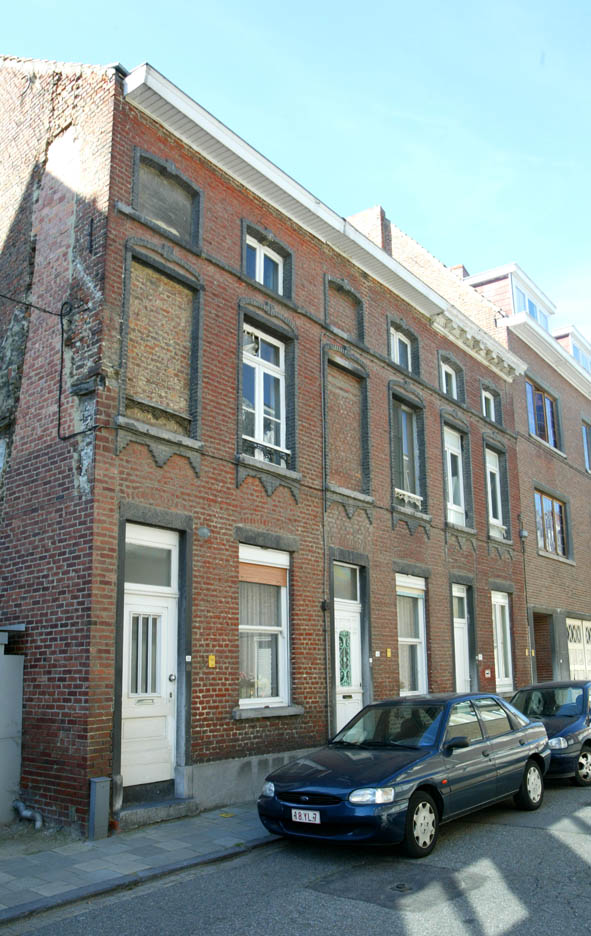
Janseniusstraat 35-39
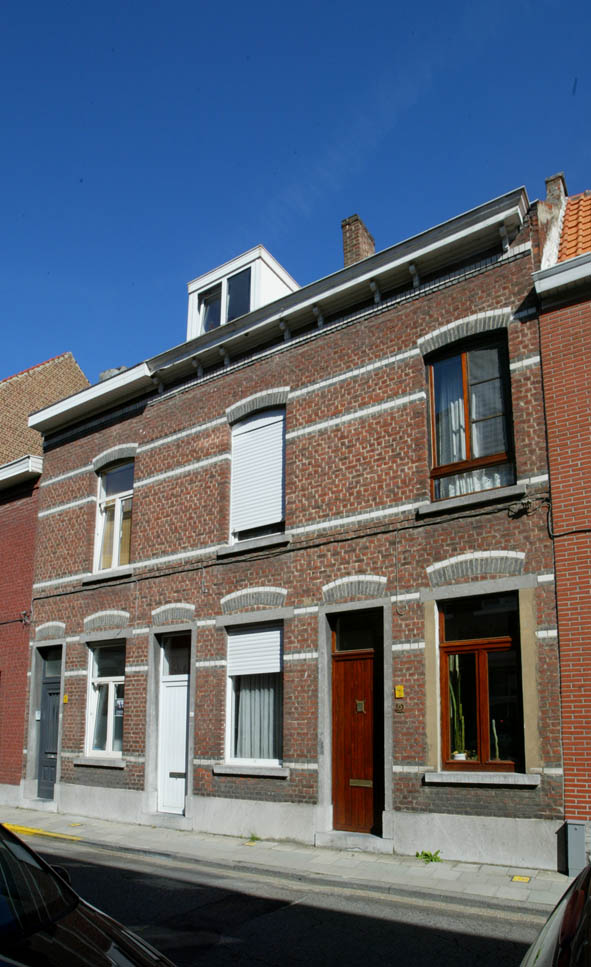
Janseniusstraat 42-46
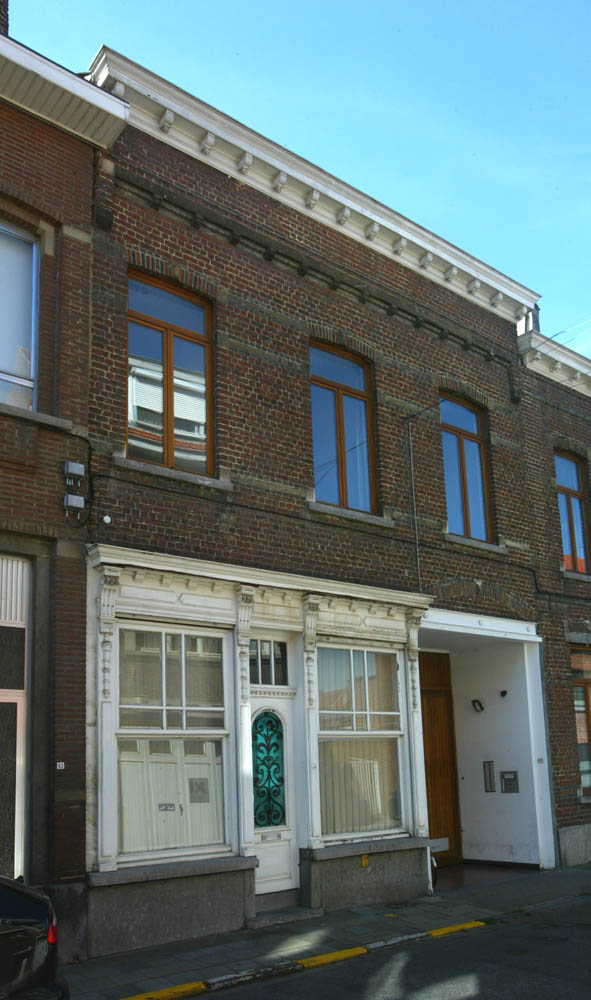
Janseniusstraat 65